# Carex laricetorum
Carex laricetorum là một loài thực vật có hoa trong họ Cói. Loài này được Y.L.Chou mô tả khoa học đầu tiên năm 1959.